# Fighting Fantasy
Fighting Fantasy fue una serie de libros juego creados por los británicos Steve Jackson e Ian Livingstone, originalmente publicados por Puffin Books y en sus últimas ediciones por Wizard Books. Aunque no fueron los primeros libros de este tipo, el éxito que obtuvo Fighting Fantasy popularizó aún más los libros juego en los años 80, y fueron muy imitados.
El escritor inglés Steve Jackson (frecuentemente confundido con el diseñador de juegos de rol norteamericano del mismo nombre) e Ian Livingstone, ambos cofundadores de Games Workshop, escribieron conjuntamente The Warlock of Firetop Mountain en 1982, el primer libro de la serie, e, individualmente, los seis siguientes números de la colección.
En total se escribieron 59 libros en la colección original, que concluyó con Curse of the Mummy en 1995, aunque tres nuevos libros fueron incorporados a la colección en 2005 y en 2006.

## Sistema de juego
El modo de juego de los libros de Fighting Fantasy es similar a la de la mayoría de los libros juego. El lector crea su personaje al azar, pero definiendo sus habilidades. Una vez comienza a leerlo, sus decisiones, el azar y las capacidades de su personaje determinan el siguiente apartado al que tiene que ir para continuar la lectura, de forma que cada vez que lee el libro, el resultado es muy distinto. La mayoría de los libros advanced fighting fantasy que se editaron tenían 400 apartados por los que el jugador debía manejarse hasta cumplir su objetivo.
La dinámica típica a la que se enfrentaba el jugador era «conseguir w, x e y para alcanzar z». Así, los juegos tenían un único final deseable y para cuando el jugador llegase a él necesitaban haber encontrado ciertos objetos, habilidades o información para llegar al éxito en su misión. 
El sistema de creación del personaje y de combate era sencillo y, a diferencia de numerosos juegos de rol, sólo requería un par de dados de seis caras.
La mayoría de los libros de la colección estaban ambientados en un mundo medieval fantástico llamado Titán.

## Fin y renacimiento de la serie
La colección Fighting Fantasy gozó de buenas ventas a lo largo de la década de los años 80. No obstante, a principios de los 90 padeció, junto a los juegos de rol en general, una crisis por la popularización de los videojuegos. Por ello, se planteó el fin de la saga con el número 50, Return to Firetop Mountain. Sorprendentemente para los editores, este libro fue un gran éxito, lo que permitió que se escribiesen diez nuevos libros, uno de los cuales no se editó hasta más de una década después.
En 2002, la editorial Wizard Books se hizo con los derechos de todos los libros editados y los volvió a sacar a la venta, con nuevas ilustraciones de portada y alterando el orden de publicación.
Con el 25° aniversario de la primera tirada de The Warlock of Firetop Mountain, se han publicado nuevas ediciones y otros números han visto la luz.
En España, algunos libros de esta colección fueron reeditados por Timun Mas en 2003 y 2004. De la misma forma, la colección Sorcery! (originalmente publicada en España como Brujos y Guerreros, y ahora como ¡Brujerías!) de Steve Jackson fue publicada por las mismas fechas por Devir.